# Raymond Evans
Raymond Evans, né le 28 septembre 1939 et mort le 7 novembre 1974, est un joueur australien de hockey sur gazon.

## Biographie
Raymond Evans fait partie de l'équipe nationale australienne médaillée de bronze aux Jeux olympiques d'été de 1964 à Tokyo et médaillée d'argent aux Jeux olympiques d'été de 1968 à Mexico. 